# 神山栄一

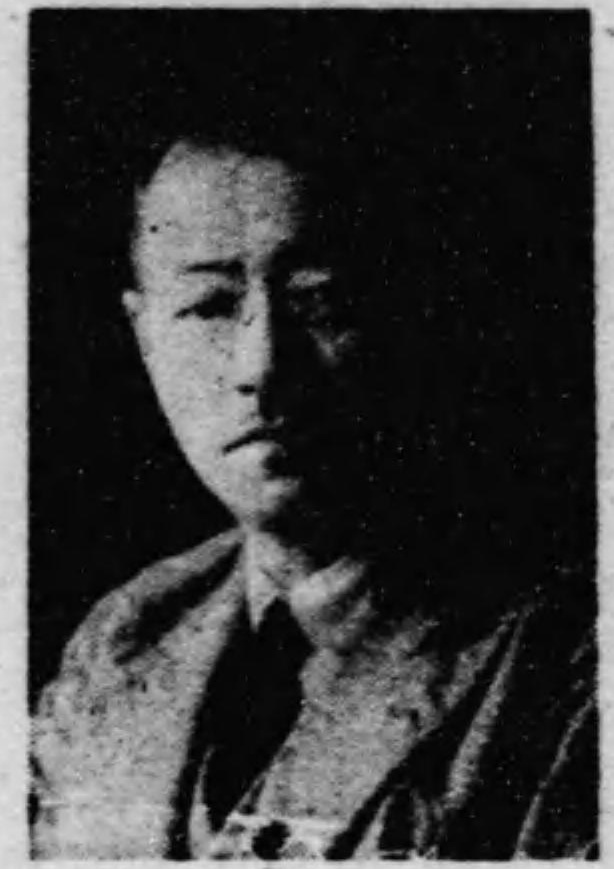
神山栄一

神山 栄一（榮一、かみやま えいいち、1892年（明治25年）11月3日 - 1952年（昭和27年）6月25日）は、大正から昭和期の実業家、政治家。衆議院議員。

## 経歴
新潟県古志郡長岡町（現長岡市表町二丁目）で、神山敬太郎の長男として生まれた。1907年（明治42年）新潟商業学校（現新潟県立新潟商業高等学校）を卒業した。
1912年（大正元年）12月、一年志願兵として入隊し、1916年（大正5年）3月、陸軍歩兵少尉に任じられた。以後、新潟市在郷軍人会副会長、同市在郷軍人会連合分会阪之上区分会長、同市軍友会幹事を務めた。
肥料・砂糖・麦粉等の卸問屋を営み、1926年（大正15年）12月、親族で合資会社神山商店に改組し代表社員に就任。その他、長岡合同運送取締役、恵比寿製菓社長、松ヶ崎造船取締役、新潟塩業取締役、興板屋呉服店社長、越後製塩工業社長などを務めた。また、長岡商工会議所副会頭、同肥料卸商業組合理事長、新潟県砂糖小麦粉商組合連合会理事長、長岡糖粉商組合長、新潟県食糧営団理事長、日本砂糖配給統制会参与、長岡市警防団副団長、同市消防団長などにも在任した。
1947年（昭和22年）4月、第23回衆議院議員総選挙に旧新潟3区から民主党公認で出馬して当選し、衆議院議員に1期在任した。以後、第24回総選挙に立候補したが落選した。